# Propulsione elettrica integrata
La propulsione elettrica integrata (Inglese: Integrated Electric Propulsion; abbreviato IEP) detta anche piena propulsione elettrica (Inglese: Full Electric Propulsion; abbreviato FEP) o anche completa propulsione elettrica integrata (Inglese: Integrated Full Electric Propulsion; abbreviato IFEP) è un sistema di propulsione marina nel quale le turbine a gas o i generatori diesel o entrambi generano elettricità trifase che alimenta i motori elettrici o in alcuni casi l'idrogetto senza avere alcun collegamento all'asse portaelica. La propulsione elettrica prevede l’impiego per ogni elica di un azionamento formato, in sostituzione del tradizionale motore diesel, da un motore elettrico controllato da un convertitore statico che lo alimenta regolandone anche la velocità. La potenza richiesta dalla propulsione elettrica comporta una radicale rivisitazione dell’impianto elettrico di bordo, che deve assicurare le necessarie capacità di generazione, regolazione e distribuzione dell’energia.
Il sistema è una modifica del sistema CODLAG riducendo o eliminando la necessità di riduttori, utilizzando la trasmissione elettrica al posto della trasmissione meccanica dell'energia.
Il sistema di Propulsione elettrica integrata racchiude la centrale elettrica di bordo, basata sull’insieme di generatori connessi ad una sbarra principale, da cui vengono alimentati, direttamente, oppure tramite trasformatori o convertitori elettronici, tutti i carichi di bordo.
I vantaggi offerti dal sistema sono notevoli considerando le superiori dinamiche dei motori elettrici rispetto ai diesel, alla possibilità, avendo eliminato il vincolo della linea d’assi, di allocare pesi ed ingombri in modo più razionale, offrendo un’elevata flessibilità in termini di compartimentazione degli spazi e quindi di continuità del servizio in caso di guasti. Altri vantaggi la riduzione dei fumi e dei consumi di combustibile dovuta alla possibilità di modulare il numero dei motori termici, la conseguente riduzione di manutenzione ed il prolungamento della vita operativa del macchinario, un maggior comfort dovuto all'assenza di vibrazioni e l’utilizzo della propulsore azimutale con POD rotanti fuoribordo per alloggiare i motori elettrici con il conseguente recupero di spazi a bordo della nave, l’eliminazione del timone e dei relativi attuatori, una manovrabilità di gran lunga superiore rispetto ai timoni tradizionali e un elevato grado di automazione degli apparati elettrici di centrale e di regolazione del moto dell’elica con conseguente riduzione del personale addetto.

## Sistemi integrati

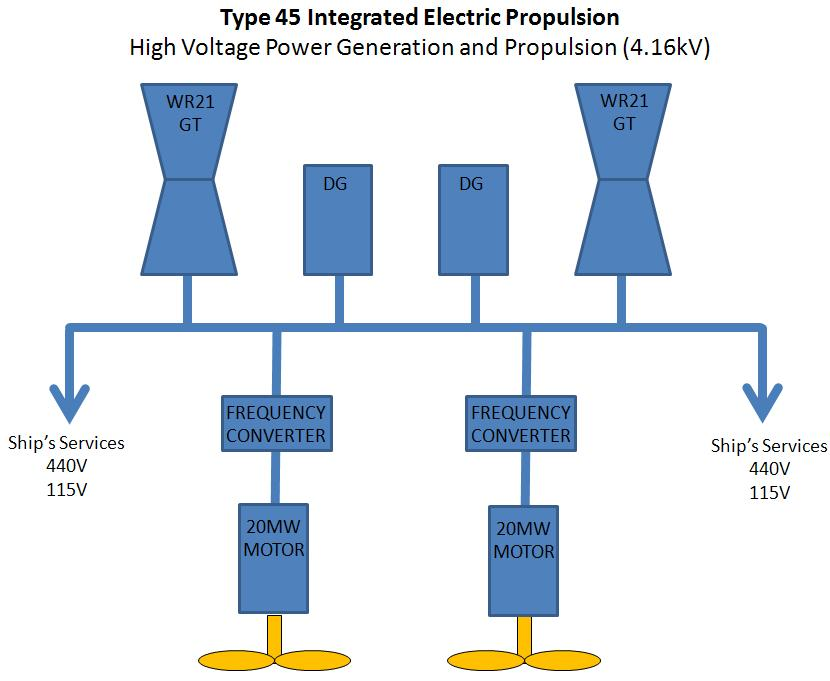
Esempio di Propulsione elettrica integrata dei cacciatorpediniere britannici Type 45
(GT: turbina a gas ; DG: generatore diesel)

L'eliminazione del collegamento meccanico tra i motori e la propulsione ha diversi vantaggi tra cui una maggiore libertà nel posizionamento dei motori, il disaccoppiamento acustico dei motori dallo scafo che rende la nave meno rumorosa e una riduzione del peso e del volume. La riduzione del rumore acustico è particolarmente importante per le unità navali che cercano di evitare l'individuazione e per le navi da crociera che cercano di offrire ai passeggeri un viaggio piacevole, ma è meno utile per le navi da carico, poiché le navi comunque richiedono l'elettricità anche quando non sono in navigazione; dal momento che tutti i motori producono energia elettrica, questo riduce il numero di motori necessari rispetto ad installazioni più tradizionali in cui un gruppo di motori fornisce energia elettrica e un altro gruppo di motori fornisce la propulsione, riducendo i costi di installazione e i costi di manutenzione .
Un tipico impianto di propulsione elettrica integrato comprende sia generatori diesel che turbine a gas. I vantaggi delle turbine a gas includono un peso inferiore e dimensioni minori rispetto ai diesel di potenza simile, e molto meno rumore e vibrazioni, ma sono efficienti solo alla loro massima potenza o vicini alla loro massima potenza. I generatori diesel hanno il vantaggio di un'elevata efficienza su una vasta gamma di livelli di potenza. L'utilizzo in combinazione consente di beneficiare di una gamma completa di efficienza operativa, di una modalità di funzionamento silenziosa a basse vibrazioni e di una riduzione del peso e del volume rispetto ad un sistema di soli motori diesel. Nelle unità navali, sono utilizzati tipicamente un gruppo di motori diesel per fornire una potenza sufficiente per raggiungere la velocità di crociera. Le turbine a gas sono utilizzate per fornire potenza di picco per velocità più elevate e possono essere richiesti per utilizzare sistemi di arma con elevate potenze. Nelle navi passeggeri, una o più turbine a gas sono utilizzate per una velocità crociera, mentre diesel forniscono una fonte efficiente di elettricità quando in porto, o all'ancora.
IL sistema diesel-elettrico è un sistema di propulsione elettrica integrato in cui non vengono utilizzate turbine a gas e tutti i motori sono diesel. È anche possibile utilizzare un sistema turbina-elettrico utilizzando generatori a turbina a gas. Alcuni yacht utilizzano solo turbine a gas per la propulsione elettrica integrata senza motori diesel.

## Riduzione delle emissioni
La propulsione ibrida elettrica e a gas viene utilizzata in Norvegia su una flotta di traghetti ibridi che utilizzano solamente la propulsione elettrica nella navigazione attraverso i fiordi, navigando ad una velocità di circa 17-18 nodi, con una prevista riduzione delle emissioni di 8.000 tonnellate di NOx l'anno e di 300.000 tonnellate di CO2 all'anno e un risparmio di un milione di litri di gasolio all'anno per ciascun traghetto; i traghetti ricaricano le batterie tutta la notte e in ogni porto.